# Te Anau

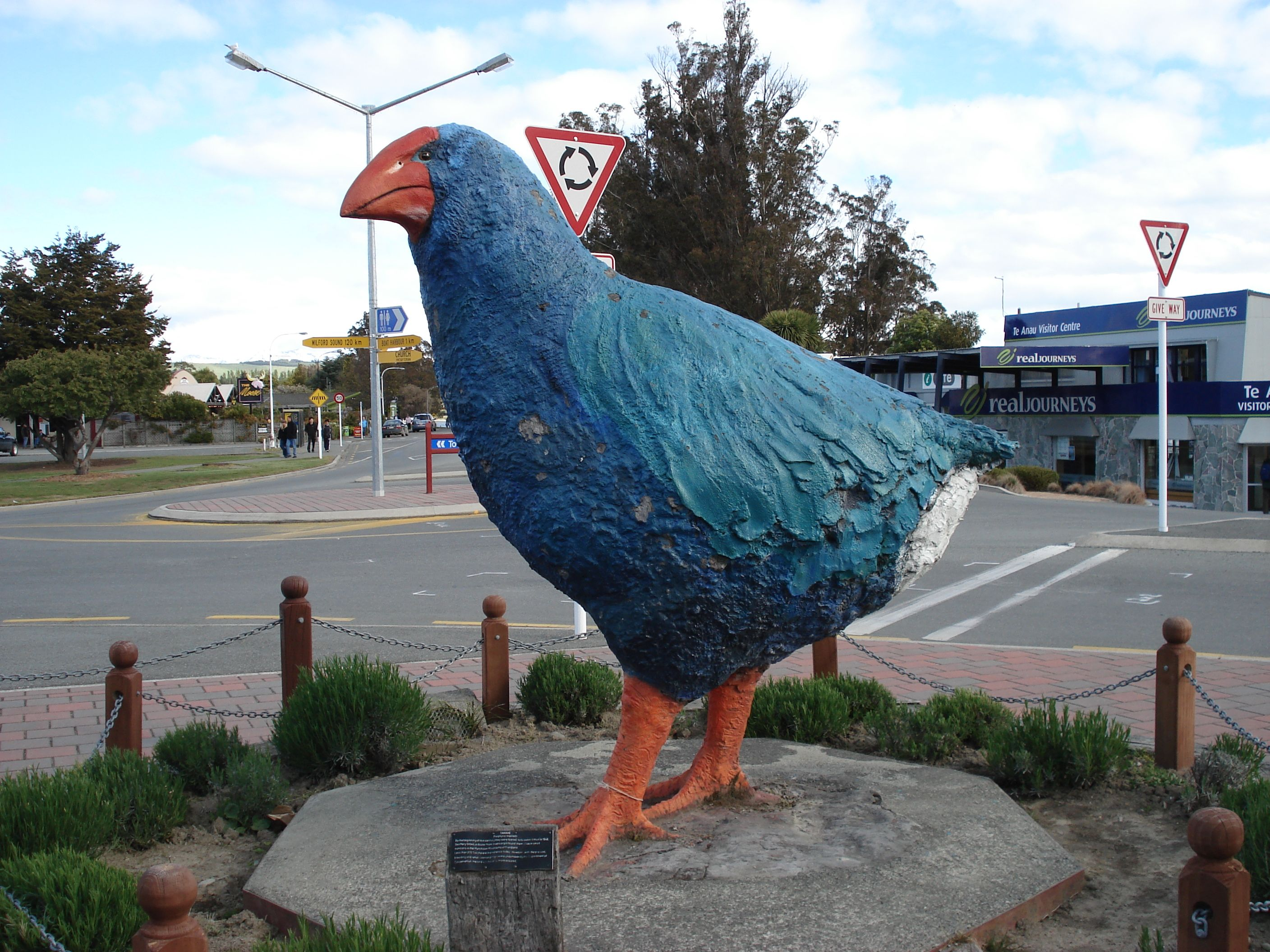
Socha slípky takahe v Te Anau

Te Anau je město na Jižním ostrově na Novém Zélandu. Rozkládá se na východním pobřeží jezera Te Anau ve Fiordlandu. Jezero Te Anau je největším jezerem na Jižním ostrově a druhým největším na Novém Zélandu.
Při sčítání obyvatelstva v roce 2001 bylo v Te Anau zaznamenáno 1857 obyvatel. Ve městě je k dispozici velký výběr různých druhů ubytování s kapacitami přibližně 3000 lůžek v letním období. Jsou zde i dvě školy.
Hlavními ekonomickými aktivitami ve zdejší oblasti jsou cestovní ruch a zemědělství. Te Anau se nachází na hranici Národního parku Fiordland a je vstupní branou do oblíbené turistické oblasti. Žije zde mnoho druhů různých ptáků, zejména ohrožená slípka novozélandská, kterou je možné vidět v parku.
Te Anau je dálnicemi spojeno s městy Invercargill na jihovýchodě, Queenstown na severovýchodě, Gore na východě a Manapouri na jihu. V Te Anau začíná dálnice č. 94, zvaná Milford Road, jež vede do 120 km vzdáleného města Milford Sound na severu.